# Dominique Monami
Dominique Monami (* 31. Mai 1973 in Verviers) ist eine ehemalige belgische Tennisspielerin. Von 2017 bis 2018 war sie die Teamchefin der belgischen Fed-Cup-Mannschaft.

## Karriere
Sie gewann, überwiegend noch als Dominique Van Roost, im Einzel und im Doppel jeweils vier WTA-Turniere.
Bei den Olympischen Spielen 2000 in Sydney gewann sie mit Doppelpartnerin Els Callens die Bronzemedaille im Damendoppel. Im Halbfinale unterlagen sie dem US-amerikanischen Geschwisterpaar Serena und Venus Williams. Im Einzel erreichte sie in Sydney das Viertelfinale, das sie gegen Monica Seles verlor.
Von 1991 bis 2000 spielte sie für das belgische Fed-Cup-Team. Ihre persönliche Bilanz: 17:7 Siege im Einzel und 5:4 im Doppel.
1998 wurde Dominique Van Roost in Belgien zur Sportlerin des Jahres gewählt.
1995 hatte sie ihren Trainer Bart Van Roost geheiratet, von dem sie inzwischen geschieden wurde.

## Turniersiege

### Einzel
| Nr. | Datum              | Turnier  | Kategorie    | Belag     | Finalgegnerin            | Ergebnis      |
| --- | ------------------ | -------- | ------------ | --------- | ------------------------ | ------------- |
| 1.  | 19. Mai 1996       | Cardiff  | WTA Tier III | Sand      | Laurence Courtois        | 6:4, 6:2      |
| 2.  | 12. Januar 1997    | Hobart   | WTA Tier IV  | Hartplatz | Marianne Werdel-Witmeyer | 6:3, 6:3      |
| 3.  | 28. September 1997 | Surabaya | WTA Tier IV  | Hartplatz | Lenka Němečková          | 6:1, 6:3      |
| 4.  | 10. Januar 1998    | Auckland | WTA Tier IV  | Hartplatz | Silvia Farina            | 4:6, 7:6, 7:5 |

### Doppel
| Nr. | Datum           | Turnier     | Kategorie    | Belag     | Partnerin        | Finalgegnerinnen              | Ergebnis      |
| --- | --------------- | ----------- | ------------ | --------- | ---------------- | ----------------------------- | ------------- |
| 1.  | 17. Juli 1993   | Kitzbühel   | WTA Tier III | Sand      | Li Fang          | Maja Murić Pavlina Rajzlová   | 6:2, 6:1      |
| 2.  | 4. Januar 1997  | Auckland    | WTA Tier IV  | Hartplatz | Janette Husárová | Aleksandra Olsza Elena Wagner | 6:2, 6:7, 6:3 |
| 3.  | 22. Mai 1998    | Madrid      | WTA Tier III | Sand      | Florencia Labat  | Rachel McQuillan Nicole Pratt | 6:3, 6:1      |
| 4.  | 12. August 2000 | Los Angeles | WTA Tier II  | Hartplatz | Els Callens      | Kimberly Po Anne-Gaëlle Sidot | 6:2, 7:5      |

## Abschneiden bei Grand-Slam-Turnieren im Einzel
| Turnier         | 1991 | 1992 | 1993 | 1994 | 1995 | 1996 | 1997 | 1998 | 1999 | 2000 | Karriere |
| --------------- | ---- | ---- | ---- | ---- | ---- | ---- | ---- | ---- | ---- | ---- | -------- |
| Australian Open | —    | AF   | 2    | 1    | —    | 2    | VF   | 3    | VF   | 2    | VF       |
| French Open     | —    | 1    | 1    | 1    | 2    | 1    | 3    | 3    | 1    | 2    | 3        |
| Wimbledon       | —    | 1    | 1    | 3    | 2    | 3    | 1    | AF   | AF   | 1    | AF       |
| US Open         | 3    | 2    | 2    | 1    | 2    | 1    | 1    | 3    | 3    | 2    | 3        |